# Henry Marcus
Henry Isac Marcus, född 2 maj 1866 i Stockholm, död där 30 april 1944, var en svensk läkare. Han var halvbror till Moritz Marcus och syssling till Karl Marcus.
Marcus blev student 1883, avlade därefter medicinska examina vid Karolinska institutet och var 1896–1937 överläkare vid Solna sjukhem. År 1903 blev han medicine doktor och docent i psykiatri och 1920 docent i nervsjukdomar och psykiatri, allt vid Karolinska institutet. Han tilldelades 1921 professors namn och tjänstgjorde periodvis som professor i de båda ämnena innan han 1924 efterträdde Frithiof Lennmalm som ordinarie professor i nervsjukdomar. 
Marcus studerade även i utlandet hos forskare som Alois Alzheimer, Emil Kraepelin och Franz Nissl. Han blev 1921 medlem av Société de névrologie de Paris och 1922 medlem i Arméförvaltningens vetenskapliga råd för nervsjukdomar.